# Semana Gallega de Filosofía
La Semana Gallega de Filosofía es un evento académico y cultural  centrado en la filosofía y el pensamiento crítico que se celebra anualmente en la ciudad española de Pontevedra desde 1984.

## Historia

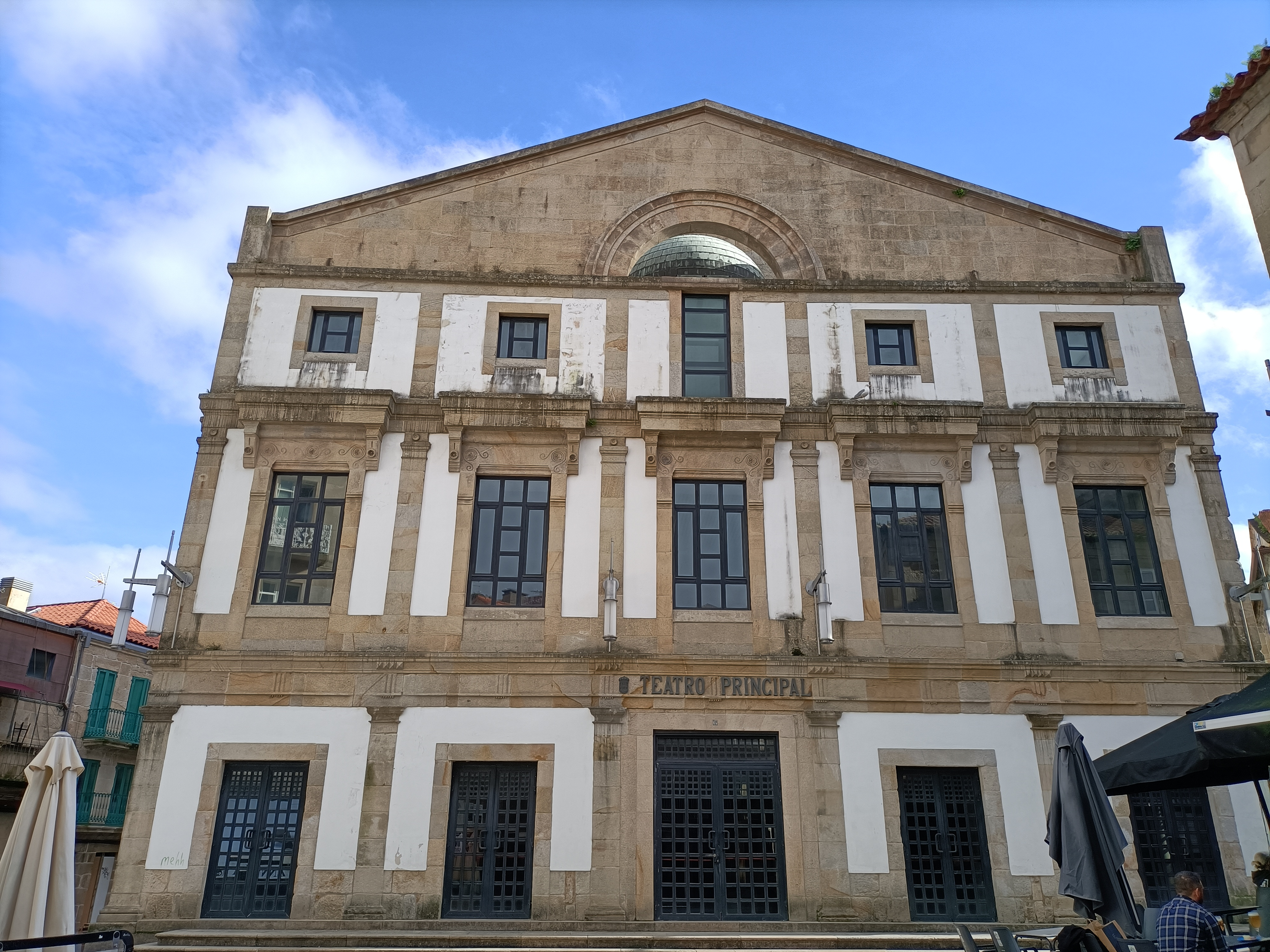
Teatro Principal de Pontevedra, sede de la Semana Gallega de Filosofía

La primera Semana Gallega de Filosofía tuvo lugar el 22 de abril de 1984 en instalaciones de la Residencia de Estudiantes de la Caja de Ahorros Provincial de Pontevedra. La asistencia multitudinaria condujo a buscar un espacio con más aforo para su celebración y a partir de 1987 se celebró en el salón de actos de la Caja de Pontevedra, entre el centro de la ciudad y el barrio de Campolongo. A partir de 2013 el evento pasó a celebrarse en el Teatro Principal de Pontevedra.
La semana ha abordado los temas más diversos. En el primer encuentro se debatió de actualidad, lógica, metafísica, teoría del conocimiento, psicología, ética, sociología o historia de la filosofía. En sucesivos encuentros se abordaron temas como la moral y la política, el materialismo, la cultura, el poder, la ecología, la filosofía en general y latinoamericana en particular, el nacionalismo, la religión, la democracia, la lengua, el problema del trabajo, la ideología, la ciencia y la sociedad, la autodeterminación, el cambio de milenio, la tecnología, el deporte, el compromiso, la ciudadanía, la sostenibilidad y la violencia.

## Descripción

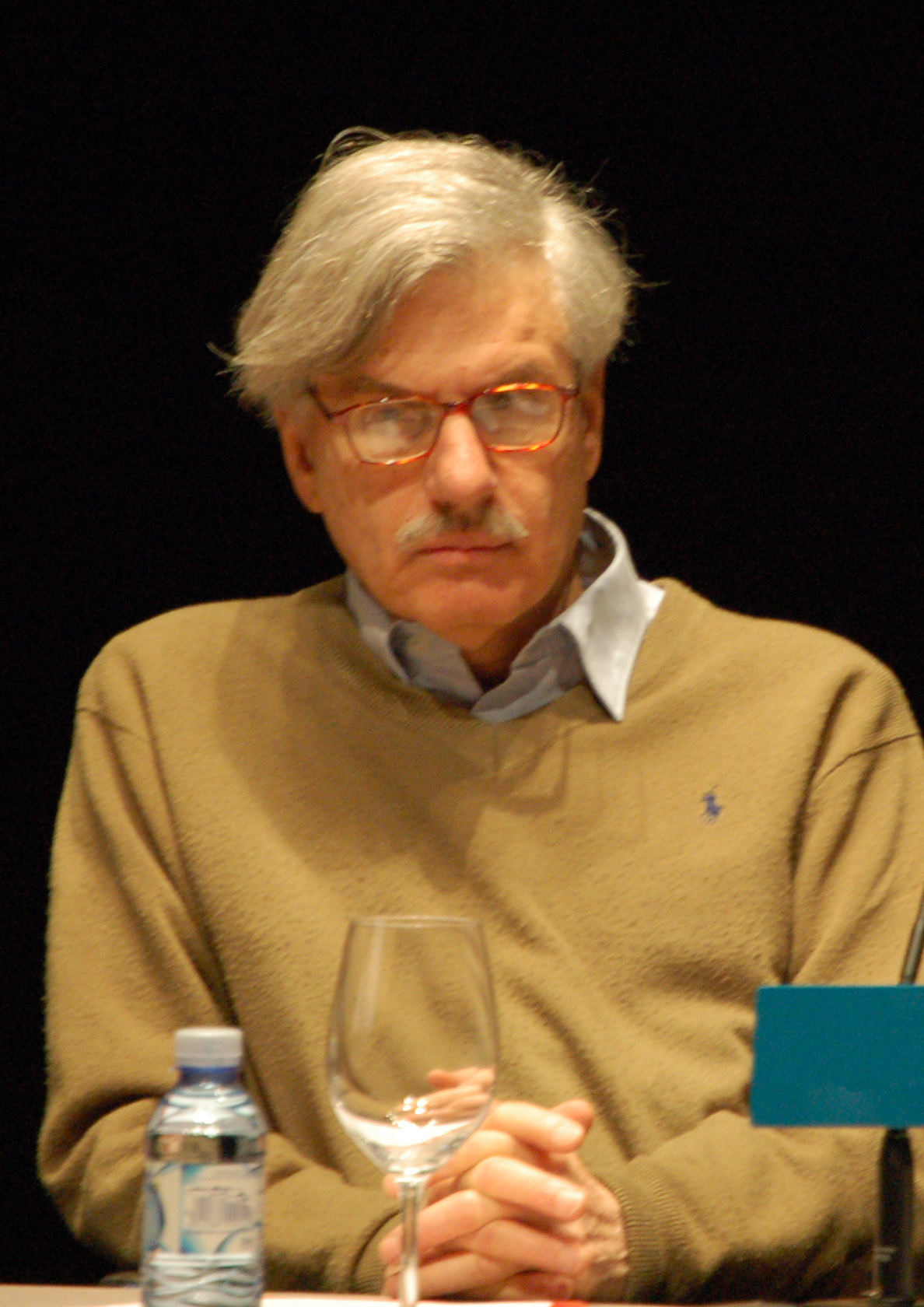
Michael Löwy en la XXVII Semana de la Filosofía en 2010.

La semana, organizada por el Aula Castelao de Filosofía, se celebra en Pontevedra en torno a  Semana Santa, y se centra en temas filosóficos de actualidad y en Galicia como objetivo.
Este encuentro anual reúne a filósofos, académicos, estudiantes y público interesado para debatir y reflexionar sobre temas filosóficos de relevancia contemporánea. Durante una semana, se realizan conferencias, mesas redondas, talleres y actividades diversas, con la participación de ponentes nacionales e internacionales. El objetivo es fomentar el pensamiento crítico, la discusión filosófica y la difusión de la filosofía en la sociedad. Cada edición suele centrarse en un tema específico, abordado desde múltiples perspectivas filosóficas.

### Temas de las Semanas
- XLI Semana (2025): Filosofía y Nihilismo.[8][9]
- XL Semana (2024): El tiempo.[10]
- XXXIX Semana (2023): Filosofía y arte.[11]
- XXXVIII Semana (2022): Filosofía y contrahegemonías.[12]
- XXXVII Semana (2021): Filosofía y civilización digital.[13]
- XXXVI Semana (2019): Filosofía y frontera.[14]
- XXXV Semana (2018): Filosofía y lo común.[15]
- XXIV Semana (2017): Filosofía y salud.[16]
- XXXIII Semana (2016): Filosofía y política.[17]
- XXXII Semana (2015): Filosofía y sexualidad.[18]
- XXXI Semana (2014): Filosofía y revolución.[19]
- XXX Semana (2013): Filosofía y memoria.[20]
- XXIX Semana (2012): Filosofía y Europa.[21]
- XXVIII Semana (2011): Filosofía y Mentira.[22]
- XXVII Semana (2010): Filosofía y economía.[23]
- XXVI Semana (2009): Filosofía y educación.[24]
- XXV Semana (2008): Filosofía y utopía.[25]
- XXIV Semana (2007): Filosofía y diferencias.[26]
- XXIII Semana (2006): Filosofía y violencias.[27]
- XXII Semana (2005): Filosofía y sostenebilidad.[28]
- XXI Semana (2004): Filosofía y ciudadanía.[29]
- XX Semana (2003): Filosofía y compromiso.[30]
- XIX Semana (2002): Filosofía y deporte.[31]
- XVIII Semana (2001): Filosofía y tecnología.[32]
- XVII Semana (2000): Filosofía y cambio de Milenio.
- XVI Semana (1999): Filosofía y autodeterminación.[33]
- XV Semana (1998): Filosofía.[34]
- XIV Semana (1997): Filosofía y trabajo.
- XIII Semana (1996): Filosofía y lengua.
- XII Semana (1995): Filosofía y género.
- XI Semana (1994): Filosofía y democracia.
- X Semana (1993): Filosofía y religión.[35]
- IX Semana (1992): Filosofía y nación.[36]
- VIII Semana (1991): Filosofía y Latinoamérica.
- VII Semana (1990): Filosofía y ecología.
- VI Semana (1989): Filosofía y poder.
- V Semana (1988): Filosofía e identidad.[37]
- IV Semana (1987): Filosofía y ciencia y sociedad.[38]
- III Semana (1986): Filosofía y enseñanza.
- II Semana (1985): Filosofía y ética.
- I Semana (1984): Filosofía: teoría y praxis.